# Orectognathus satan
Orectognathus satan är en myrart som beskrevs av Brown 1953. Orectognathus satan ingår i släktet Orectognathus och familjen myror. Inga underarter finns listade i Catalogue of Life.